# Fourcatier-et-Maison-Neuve
Fourcatier-et-Maison-Neuve település Franciaországban, Doubs megyében. Lakosainak száma 124 fő (2022. január 1.). Fourcatier-et-Maison-Neuve Labergement-Sainte-Marie, Rochejean és Saint-Antoine községekkel határos.

## Népesség
A település népességének változása:
| Lakosok száma | 50   | 49   | 80   | 76   | 95   | 103  | 112  | 115  | 117  | 124  |
|               | 1968 | 1982 | 1990 | 2006 | 2013 | 2015 | 2017 | 2019 | 2020 | 2022 |